# کالب اکوبان
کالب انساه اکوبان (انگلیسی: Caleb Ansah Ekuban؛ زادهٔ ۲۳ مارس ۱۹۹۴) بازیکن فوتبال اهل غنا است که برای باشگاه جنوآ بازی می‌کند.

## زندگی شخصی
کالب اکوبان در ایتالیا متولد شد و والدین او اهل غنا هستند. پدرِ کالب عضو مجمع کلیساهای پنطیکاست در ایتالیا و همچنین حسابدار و کارآفرین است.
اکوبان یکی از هفت فرزند خانواده در ایتالیا بود. در سن ۱۰ سالگی پدرش به ماندووا برای وظایف کاری منتقل شد و اکوبان را همراه با دو برادر خود در تیم جوانان مونتووا ثبت نام کرد.

## اطلاعات ملی
اکوبان واجد شرایط عضویت در هم تیم ملی فوتبال ایتالیا و همچنین تیم ملی فوتبال غنا است. وی در ۱۲ ژوئیه ۲۰۱۷ اعلام کرد که تیم ملی غنا را برگزیده است.
او در ۲۰ آوریل ۲۰۱۸ توسط جیمز کوسی آپیا به تیم ملی فوتبال غنا دعوت شد.